# Línea 5 (Puerto Madryn)
La Línea 5 es un servicio de pasajeros del transporte de la ciudad de Puerto Madryn. Esta línea pertenece a la empresa de transporte Ceferino del Sur S.A. El servicio de la línea 5 opera de lunes a viernes desde 6:30 horas hasta las 13:30 horas (que inicia última vuelta desde la cabecera) y desde las 15:00 hasta las 21:00 horas (que inicia última vuelta desde la cabecera). Los sábados desde 8:00 horas hasta las 13:00 horas (que inicia última vuelta desde la cabecera) y desde 16:00 horas a 21:00 horas (que inicia última vuelta desde la cabecera). El boleto cuesta $14,00 el general y $0,00 para los jubilados, discapacitados, policías, estudiantes y universitarios.